# Rivière à Ange
Pour les articles homonymes, voir Rivière Ange.
La rivière à Ange est un affluent de la rive ouest du ruisseau du Pied du Mont, coulant entièrement dans la ville de Baie-Saint-Paul, dans la municipalité régionale de comté (MRC) de Charlevoix, dans la région administrative de la Capitale-Nationale, dans la province de Québec, au Canada.
Cette vallée est surtout desservie par une route forestière secondaire qui se relie au chemin du Séminaire qui coupe la partie intermédiaire du ruisseau du Pied du Mont. La sylviculture constitue la principale activité économique de cette vallée ; les activités récréotouristiques, en second.
La surface de la rivière à Ange est généralement gelée du début de décembre jusqu'au début d'avril ; toutefois la circulation sécuritaire sur la glace se fait généralement de la mi-décembre jusqu'à la fin mars. Le niveau de l'eau de la rivière varie selon les saisons et les précipitations ; la crue printanière survient généralement en avril.

## Géographie
La rivière à Ange prend sa source à l'embouchure du Grand lac à Ange (longueur : 1,2 km ; altitude : 771 m). Ce lac est enclavé entre les montagnes dont un sommet atteint 887 m à 1,6 km au nord-est ; un sommet atteint 977 m à 2,1 km à l'ouest ; le sommet de la Montagne du Lac à Ange atteignant 1 089 m à 1,3 km au sud. L'embouchure de ce lac est située à :
- 6,5 km au nord-est du cours de la rivière Sainte-Anne ;
- 4,93 km au sud-ouest de la confluence de la rivière à Ange et du ruisseau du Pied du Mont ;
- 14,6 km au sud-ouest de l'embouchure de la rivière des Mares (confluence avec la rivière du Gouffre) ;
- 15,5 km au sud-ouest du centre-ville de Baie-Saint-Paul[1].

À partir de sa source, le cours de la rivière à Ange descend sur 5,0 km avec une dénivellation de 291 m, selon les segments suivants :
- 3,0 m), en recueillant la décharge (venant du nord-ouest) du Lac Paradis, jusqu'au Bras Nord de la Rivière à Ange (constituant la décharge du Petit lac à Ange) ;
- 2,0 km vers l'est dans une vallée encaissée en formant une courbe vers le nord pour contourner une montagne, jusqu'à son embouchure[1].

La rivière à Ange se déverse dans un coude sur la rive ouest du ruisseau du Pied du Mont dans Baie-Saint-Paul. Cette embouchure est située à :
- 0,6 km au sud du chemin du séminaire ;
- 4,1 km au sud-ouest du centre du village de Saint-Placide-Nord
- 10,8 km à l'ouest du centre-ville de Baie-Saint-Paul ;
- 12,3 km à l'ouest de la confluence de la rivière du Gouffre et du fleuve Saint-Laurent[1].

À partir de l'embouchure de la rivière à Ange, le courant descend sur 4,1 km le cours du ruisseau du Pied du Mont ; sur 11,0 km le cours de la rivière des Mares ; puis sur 7,8 km avec une dénivellation de 15 m en suivant le cours de la rivière du Gouffre laquelle se déverse à Baie-Saint-Paul dans le fleuve Saint-Laurent.

## Toponymie
Ce toponyme parait sur une carte de 1955. Selon un témoignage oral recueilli en 1970, ce toponyme fait référence au prénom du gardien des installations du lac Équerre.
Le toponyme «rivière à Ange» a été officialisé le 25 mars 1997 à la Banque des noms de lieux de la Commission de toponymie du Québec.